# Stara Synagoga w Bieżuniu
Stara Synagoga w Bieżuniu – drewniana bożnica w Bieżuniu znajdująca się przy dzisiejszej ulicy Mławskiej w pobliżu rynku, nad rzeką Wkrą. 
Synagoga w Bieżuniu wzmiankowana jest w dokumentach diecezji płockiej z 1776, gdzie została opisana jako „szkoła z kominem, tam gdzie niegdyś były koszary dla wojska saskiego wystawione”. 
Synagoga zawaliła się w 1872 r. Na jej miejscu w 1904 r. wzniesiono nową synagogę.